# مارک بوسلوگ
مارک بوسلوگ (انگلیسی: Mark Boslough؛ زاده ) یک فیزیک‌دان در زمینه ژئوفیزیک اهل ایالات متحده آمریکا است.